# Франко, Тарас Иванович
Тарас Иванович Франко (укр. Тарас Іванович Франко; 9 марта 1889, Львов — 13 ноября 1971, Киев) — украинский советский литературовед, писатель, педагог. Сын Ольги и Ивана Франко, брат Анны Ключко, Андрея и Петра Франко.

## Биография
Родился во Львове. Учился во Львовской гимназии. Изучал классические языки во Львовском и Венском университетах.
Во время Первой мировой войны служил в австро-венгерской армии. Впоследствии вступил в Галицкую армию, был в плену, прошёл Кожуховский концлагерь.
В 1919—1922 годах занимался в УССР преподавательской и исследовательской работой, позже работал учителем в Галиции. С 1945 года преподавал классическую филологию во Львовском университете. В 1953 году защитил кандидатскую диссертацию на тему «Иван Франко и Борислав». В 1950—1963 годах — сотрудник Института литературы АН УССР. Как франковед принимал участие в подготовке 20-томного собрания произведений Ивана Франко.
Написал книгу «Об отце. Статьи, воспоминания, рассказы» (1956), Учебник «Очерки истории римской литературы» (1921); сборник юморесок «Вдоль и поперёк» (1965).